# Караой (Тарбагатайський район)
Карао́й (каз. Қараой) — село у складі Тарбагатайського району Східноказахстанської області Казахстану. Входить до складу Карасуського сільського округу.
Населення — 99 осіб (2021; 133 у 2009, 160 у 1999, 213 у 1989).
Національний склад станом на 1989 рік:
- казахи — 100 %

Станом на 1989 рік село називалось Карой.